# Colostygia illocata
Colostygia illocata là một loài bướm đêm trong họ Geometridae.